# Bridgeman Art Library v. Corel Corporation
Pour les articles homonymes, voir Bridgeman.
Bridgeman Art Library contre Corel Corporation est une décision de justice de la Cour du Southern District of New York (États-Unis) de 1999, qui détermina que les fidèles reproductions photographiques d'images du domaine public ne peuvent être protégées par le copyright, car les reproductions manquent d'originalité. 
Selon cette décision de justice, même si la réalisation de telles reproductions exige une compétence, de l'expérience et des efforts notables, l'élément clé du principe du copyright aux États-Unis est que les matières sous copyright soient suffisamment originales.

## Faits
L'affaire fut lancée lorsque Bridgeman Art Library contesta pour Corel Corporation le droit de reproduire des photographies diapositives de haute qualité, que la librairie avait réalisé à partir de peintures qui sont dans le domaine public.